# Estadio Municipal Arturo Longton Guerrero
El estadio municipal Arturo Longton Guerrero (antes estadio municipal Villa Olímpica) se ubica en la ciudad de Quilpué, capital de la Provincia de Marga Marga, Región de Valparaíso. Dentro del Complejo y Parque Villa Olímpica. Tiene una capacidad actual estimada en 1500 espectadores. Cuenta con una cancha principal de pasto natural, con reglamentación oficial, camarines remodelados.
En este recinto hizo de local el club Provincial Marga Marga, en la Tercera División del fútbol chileno, así como hizo también el club Unión Quilpué y Academia de Quilpué hace unos años en la misma competición. También es usado para competiciones locales, escolares y/o otras.
El 'Complejo' Villa Olímpica ha sido fuertemente criticado a través de autoridades y vecinos por la poca mantención y/o remodelación del recinto a través de los años. Actualmente se encuentra en construcción una piscina municipal dentro del recinto, sumado a la cancha sintética con luz artificial recientemente inaugurada. Otra de las mejoras fueron la remodelación de baños y camarines del Estadio. 
Alguna vez sonó como alternativa para que Santiago Wanderers o Everton de Viña del Mar hicieran de local durante la remodelación de sus recintos, pero la poca seguridad e infraestructura mermaba las posibilidades del complejo quilpueíno.
Desde el 13 de julio de 2019, el estadio lleva el nombre de Arturo Longton Guerrero, exalcalde de la comuna que fue el principal impulsor de la construcción.